# Solenopsis terricola
Solenopsis terricola es una especie de hormiga del género Solenopsis, subfamilia Myrmicinae.

## Distribución
Esta especie se encuentra en Costa Rica, Guayana Francesa, Panamá y los Estados Unidos.